# Municipio de Butterfield (Misuri)
El municipio de Butterfield (en inglés: Butterfield Township) es un municipio ubicado en el condado de Barry en el estado estadounidense de Misuri. En el año 2010 tenía una población de 973 habitantes y una densidad poblacional de 25,89 personas por km².

## Geografía
El municipio de Butterfield se encuentra ubicado en las coordenadas 36°44′49″N 93°55′28″O / 36.74694, -93.92444. Según la Oficina del Censo de los Estados Unidos, el municipio tiene una superficie total de 37.58 km², de la cual 37.5 km² corresponden a tierra firme y (0.2%) 0.08 km² es agua.

## Demografía
Según el censo de 2010, había 973 personas residiendo en el municipio de Butterfield. La densidad de población era de 25,89 hab./km². De los 973 habitantes, el municipio de Butterfield estaba compuesto por el 82.12% blancos, el 0.51% eran afroamericanos, el 0.92% eran amerindios, el 3.6% eran asiáticos, el 0.1% eran isleños del Pacífico, el 9.87% eran de otras razas y el 2.88% pertenecían a dos o más razas. Del total de la población el 18.5% eran hispanos o latinos de cualquier raza.